# موکسی فلوکساسین
موکسی فلوکساسین یک آنتی بیوتیک از نسل چهارم فلوروکینولون‌ها است.

## کاربرد بالینی
- تشدید حاد برونشیت مزمن
- سینوزیت باکتریایی حاد
- پنومونی اکتسابی از جامعه
- عفونت‌های بدون عارضه پوست و ساختارهای پوستی
- پنومونی اکتسابی از جامعه به دنبال عفونت با استرپتوکوک پنومونیه مقاوم به داروهای متعدد
- عفونت‌های عارضه دار پوست و ساختارهای پوستی
- عفونت‌های عارضه دار داخل شکمی

## عوارض جانبی
عوارض نادر اما خطرناک این دارو عبارتند از: نوروپاتی محیطی برگشت ناپذیر، تاندونیت و پارگی خودبخودی تاندون‌ها، مسمومیت کبد، اثرات روانی (توهم، افسردگی)، تورساد دو پوینت؟ نشانگان استیونز–جانسون و بیماری ناشی از عفونت با کلستریدیوم دیفیسیل.

## موارد منع مصرف
- بارداری
- کودکان زیر ۱۸ سال
- صرع و اختلالات تشنجی
- حساسیت به داروهای خانواده فلوروکینولون‌ها

## تداخلات
- داروهای ضدالتهابی غیراستروییدی
- کورتیکواستروییدها
- آنتی اسیدهای حاوی یون‌های آلومینیوم و منیزیوم
- وارفارین

## مکانیسم عمل
موکسی فلوکساسین یک آنتی بیوتیک وسیع الطیف است که باکتری‌های گرم مثبت و گرم منفی را از بین می‌برد. این دارو با مهار آنزیم دی‌ان‌ای ژیراز (نوعی آنزیم توپوایزومراز II) و آنزیم توپوایزومراز IV عمل می‌کند.

## باکتری‌های حساس
- استافیلوکوک اورئوس
- استافیلوکوک اپیدرمیدیس
- استرپتوکوک پنومونیه
- هموفیلوس آنفلوانزا
- گونه‌های کلبسیلا
- موراکسلا کاتارالیس
- گونه‌های انتروباکتر
- گونه‌های مایکوباکتریوم
- باسیلوس آنتراسیس[۱][۲][۳]